# Wuzhun Shifan
Dans ce nom, le nom de famille, Wuzhun, précède le nom personnel Shifan.
Wuzhun Shifan (chinois : 無準師範 ; Wade : Wu Chun Shih Fan; 1178–1249) était un peintre, calligraphe et éminent moine bouddhiste zen chinois qui vécut durant la dernière dynastie Song (960-1279).

## Biographie
Wuzhun Shifan est né à Zitong, dans la province du Sichuan, en Chine. Il finit par devenir un abbé bouddhiste renommé au temple du mont Jingshan. Il est d'abord nommé par l'empereur Song Lizong (理宗; r. 1224-1264) en 1233 afin de partager avec lui la doctrine du bouddhisme Chán (Zen), discutant de son Dharma avec l'empereur. Pour cela, Wuzhun reçoit le nom de Fojian Yuanzhao Chanshi (Miroir du Bouddha, enseignant Zen) en plus d'un kaśaya brodé d'or qu'il porte sur la peinture de son portrait de 1238.
Wuzhun possède de nombreux disciples qui suivent son enseignement. Parmi eux, Enni Ben'en (圓爾辯圓 ; 1201–1280; Shoichi Kokushi) étudie sous les ordres de Wuzhun en Chine entre 1235 et 1241 et apporte plus tard l'enseignement du maître au Japon. Ensuite, Enni aide à la cimentation plus grande de l'enseignement Zen au Japon et aide à l'établissement du temple Tōfuku-ji de Kyoto en 1243.

## Calligraphie et œuvre d'art
Certaines calligraphies de Wuzhun sont confiées à Enni et sont encore préservées au temple Tōfuku-ji. Un rouleau de calligraphie de Wuzhun est également donné en cadeau par la famille Tokugawa au Shogun. Il existe également une lettre écrite de Wuzhun Shifan, datée de 1242, qui est désormais préservée comme un trésor national de calligraphie au Musée national de Tōkyō.
Des traces écrites de Wuzhun apparaissent sur la peinture du XIIIe siècle Un Moine chevauchant une mule, conservée dans la collection de John M. Crawford Jr. Il est possible qu'il ait peint cette image, même s'il est impossible de savoir s'il est le véritable auteur de cette œuvre.
Le portrait de Wuzhun est peint en 1238 par un artiste anonyme. Il est amené au Japon par Enni Ben'en en 1241, où il se trouve actuellement,. The painting also bears an inscription penned by Wuzhun Shifan. Bernard Faure écrit que ce portrait est peint selon le style de portrait des moines Chan, connu sous le nom de dingxiang ou zhenxiang (Japonais : chinzō). Comme d'autres dans son style, le moine Chan est assis dans la posture du lotus, portant une robe monastique, avec les chaussures placées sur un repose-pieds et sa main droite saisissant un fouet ou un bâton.